# Mesochorus myrtilli
Mesochorus myrtilli är en stekelart som beskrevs av Schwenke 1999. Mesochorus myrtilli ingår i släktet Mesochorus och familjen brokparasitsteklar. Inga underarter finns listade i Catalogue of Life.